# 丹波市立氷上中学校
丹波市立氷上中学校（たんばしりつ ひかみちゅうがっこう）は、兵庫県丹波市氷上町成松にある公立中学校。校歌の作詞は井上実、作曲は森清。

## 特色
兵庫県立氷上西高等学校と連携した中高一貫教育を実践している。
2023年（令和5年）には、ヱビスシネマ。で近兼拓史監督の映画『銀幕の詩』が先行公開された。この作品は俳優が演じる丹波市総合政策課の職員を主人公とし、氷上中学校や丹波市立中央小学校の児童生徒らも出演している。

## 沿革
- 1961年（昭和36年）10月7日 - 氷上郡氷上町の氷上町立氷上中学校、氷上町立東中学校、氷上町立南中学校、氷上町立北中学校の4校を統合し、改めて氷上町立氷上中学校が開校。
- 2004年（平成16年）11月1日 - 丹波市が発足したことで丹波市立氷上中学校に改称。
- 2018年（平成30年） - 丹波市体力アップ事業指定校に指定。武庫川女子大学との連携事業。

## 部活動

### 運動部
- 野球部
- サッカー部
- 陸上競技部
- ソフトボール部
- ソフトテニス部
- 卓球部
- 剣道部
- 柔道部
- バスケットボール部
- バレーボール部

### 文化部
- 吹奏楽部
- 美術部
- 家庭科部
- コンピュータ・クラフト部

## 校区
- 丹波市立中央小学校
- 丹波市立東小学校
- 丹波市立西小学校
- 丹波市立南小学校
- 丹波市立北小学校

## 交通アクセス
- JR福知山線石生駅からウイング神姫（旧神姫グリーンバス）乗車、「丹波市役所前」バス停下車

## 校区が隣接している学校
- 丹波市立青垣中学校
- 丹波市立市島中学校
- 丹波市立春日中学校
- 丹波市立柏原中学校
- 丹波市立山南中学校
- 多可町立加美中学校